# Bibliothèques universitaires de Louvain
La ville de Louvain fut non seulement le siège de trois universités successives, mais également à travers elles, celui de plusieurs bibliothèques universitaires.

## La Bibliothèque de l'Ancienne Université de Louvain (1425-1797)
Depuis la fondation de l'Université en 1425 jusqu'à 1636, il n'y avait pas de bibliothèque officielle de l'Université. Sans doute, les étudiants avaient-ils accès aux livres manuscrits puis imprimés conservés dans les maisons de leurs professeurs ou dans les collèges.
En 1636 toutefois, une bibliothèque qu'on pourrait appeler centrale est fondée en 1636 dans la Halle aux Draps. Un bibliothécaire était chargé de la gérer, parmi ces bibliothécaires il y eut de nombreux érudits tels que Corneille-François de Nélis, Jean-Noël Paquot ou Jean-François Van de Velde.
Cette bibliothèque, avec ses divers accroissements fut transmise en 1797 à l'École centrale de Bruxelles, continuatrice officielle de l'Ancienne Université, tandis que ses ouvrages et manuscrits les plus précieux furent déposés à Paris parmi les trésors nationaux de la Bibliothèque nationale de France.
Il est très vraisemblable aussi qu'à l'occasion des troubles des guerres de la Révolution française, de nombreux ouvrages et documents précieux aient suivi subrepticement un parcours non officiel, tantôt dans le but élevé de les sauver du désastre, tantôt dans le but sordide d'en tirer profit. C'est ainsi que, dans de nombreuses bibliothèques d'Europe, reposent des livres et des manuscrits venant manifestement de l'Ancienne Université de Louvain, tels que la charte de fondation de 1425 qui reposait en 1909 au séminaire de Bois-le-Duc ou les cours du professeur de droit Henricus de Piro qui reposaient, vers la fin du XXe siècle, dans la bibliothèque de Budapest.
Le pistage et la redécouverte des ouvrages de l'ancien Studium Generale de Louvain, sera en tout cas rendu possible grâce au système informatique des bibliothèques qui prennent soin d'encoder la provenance des ouvrages et d'établir ainsi leur traçabilité.

### Liste des bibliothécaires de l'Ancienne Université de Louvain
1. Valerius Andreas[3] 1636-1655
2. Henricus Noulantius (Henri Vanden Nouwelandt) 1655-1664
3. Gérard Van Doren 1664-1680
4. Jean-Baptiste De Schuttelaere 1681-1683
5. Jean-François de Laddersous 1705-1720
6. Gaspar Magermans 1720-1752
7. Jean-Baptiste Zegers 1752-1755
8. Corneille-François Nélis 1755-1768
9. Jean-Noël Paquot 1768-1771
10. Jean-François Van de Velde 1772-1797

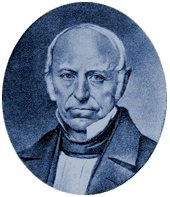
Karl Bernhardi (1799-1874), bibliothécaire de l'Université d'État de Louvain.

## La Bibliothèque de l'Université d'État de Louvain (1817-1835)
L'Université d'État de Louvain, fondée en 1817 (pendant le temps du royaume uni des Pays-Bas), s'est également constituée une bibliothèque. Le premier bibliothécaire en fut dès 1817 l'allemand Georges-Joseph Bekker, nommé officiellement en 1819, qui fut suivi par deux autres Allemands, en 1823 par le baron Frédéric de Reiffenberg, puis dès 1826 son bibliothécaire fut le grand érudit Karl Bernhardi. Il eut comme successeur en 1830 Jean Pie Namur.
Le premier noyau de ses collections fut constituée par les ouvrages de la bibliothèque municipale de Louvain que la ville offrit à l'Université d'État en 1817. En outre l'Université d'État reçut du gouvernement des Pays-Bas la somme de 20 000 florins pour enrichir les fonds.

### Liste des bibliothécaires de l'Université d'État de Louvain
1. Georges-Joseph Bekker, 1817-1823[3]
2. Frédéric de Reiffenberg 1823-1826
3. Karl Bernhardi 1826-1830
4. Jean Pie Namur 1830-1835

## La bibliothèque de l'Université catholique de Louvain (de 1834 à aujourd'hui)
Cette bibliothèque s'est constituée dès la création de l'Université catholique de Malines en 1834.
Elle avait son siège jusqu'en 1914 rue de Namur dans un bâtiment du XVIIe siècle.
C'est cette bibliothèque qui fut incendiée par la soldatesque allemande le 25 août 1914, au début de la première Guerre mondiale, et où disparurent les nombreux ouvrages précieux qui avaient été assemblés dès 1834 par dons et achats : 300 000 ouvrages furent brûlés.

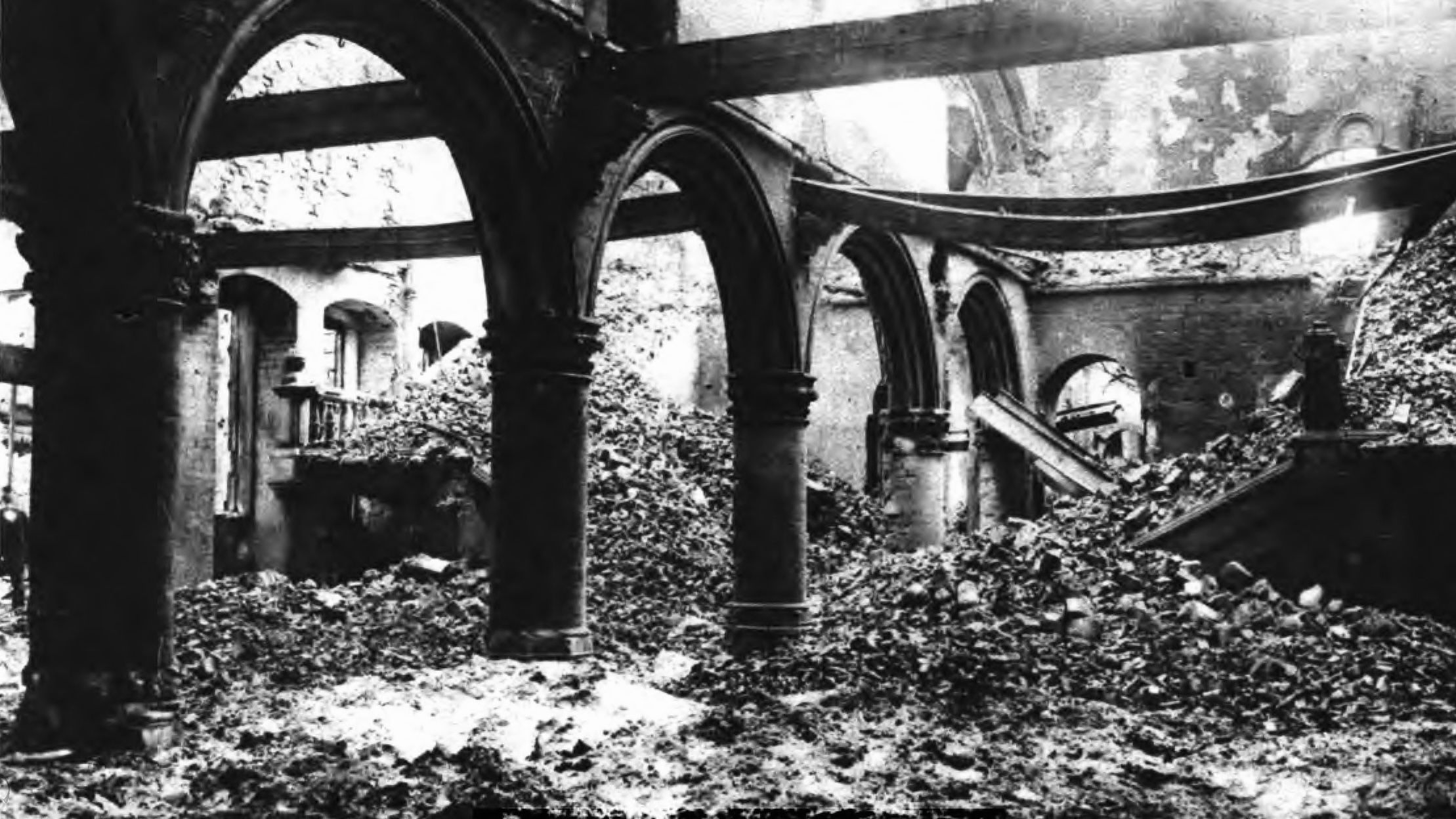
Les ruines de la première bibliothèque de l'Université catholique de Louvain située dès son origine en 1835, rue de Namur, et incendiée en 1914 par la soldatesque allemande.

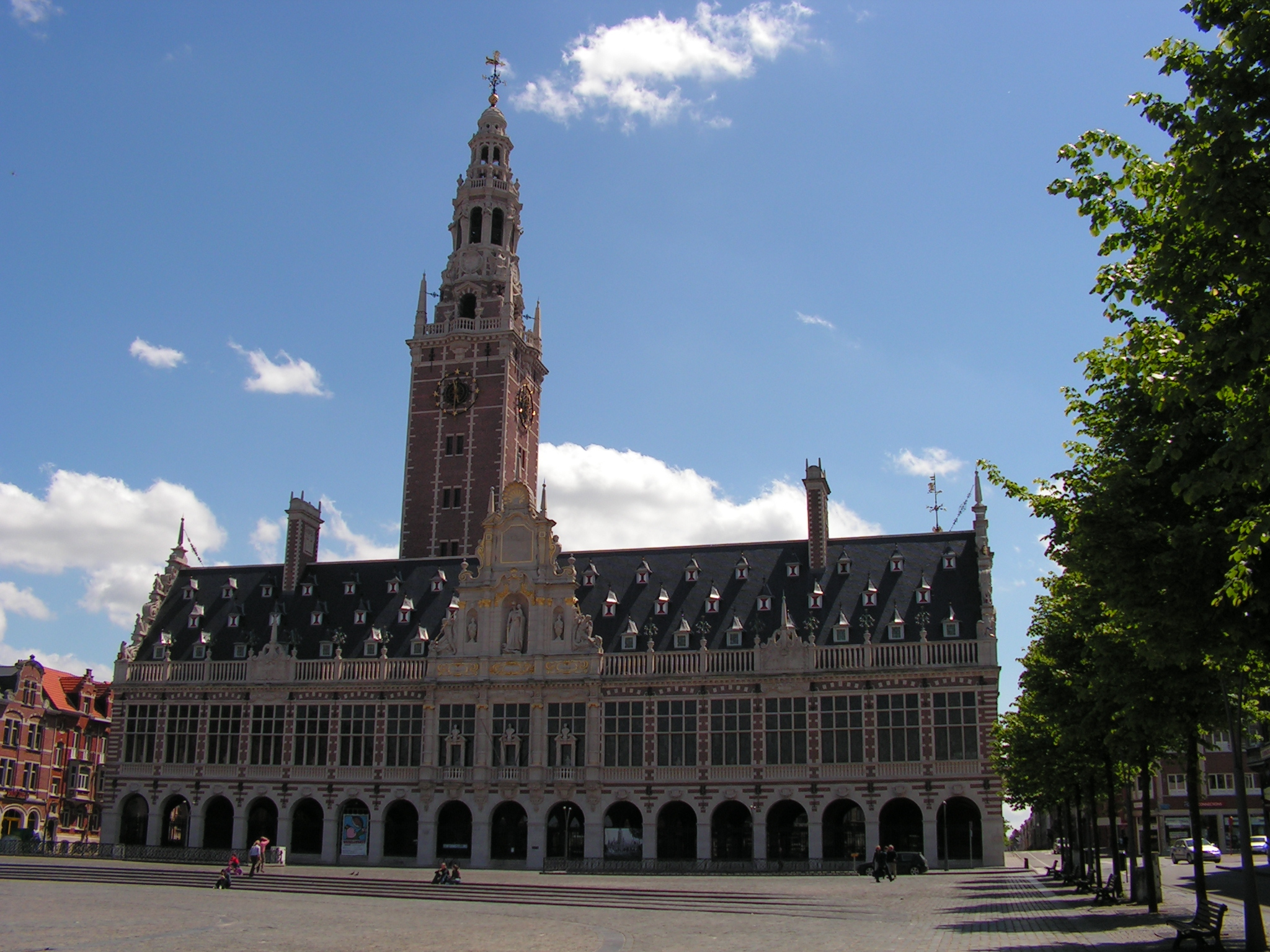
L'actuel bâtiment de la bibliothèque universitaire de Louvain, reconstruit après l'incendie de 1940.

C'est dans cet incendie que disparut ainsi la charte de fondation originale de l'Ancienne Université de Louvain qui avait été en 1794 mise à l'abri en Hollande; celle-ci après plusieurs vicissitudes était conservée au séminaire de Bois-le-Duc qui l'offrit en 1909 à l'Université catholique lors des fêtes de son 75e anniversaire,.
Toutefois, contrairement à ce que beaucoup croient et écrivent, ce ne sont pas les livres de l'Ancienne Université de Louvain qui disparurent en fumée. En effet, en 1797, les manuscrits et ouvrages les plus précieux de cette université ont été déposés dans un but de centralisation à la Bibliothèque nationale de France à Paris et toute l'ancienne bibliothèque (du moins officiellement, car on l'a vu plus haut certains ouvrages prirent un parcours « non officiel ») fut transférée à l'École centrale de Bruxelles, continuatrice légale de l'Ancienne Université de Louvain. La bibliothèque de l'École centrale comptait près de 80 000 volumes, qui vinrent ensuite enrichir la bibliothèque de Bruxelles, puis la future Bibliothèque royale de Belgique où ils se trouvent toujours.
De même les riches archives de l'Ancienne Université de Louvain reposent toujours aux Archives générales du Royaume.
La nouvelle Bibliothèque universitaire de l'Université catholique de Louvain unitaire (1934-1968) est située place Mgr Ladeuze dans un bâtiment de style néo-renaissance flamande œuvre de l'architecte américain Whitney Warren construit entre 1921 et 1928.
En 1929, un procès oppose l'Université à l'architecte Whitney Warren et au sculpteur Pierre de Soete à propos de l'inscription latine de la balustrade du bâtiment de la bibliothèque. L'inscription originale était Furore Teutonico diruta dono Americano restituta (Détruite par la fureur allemande, réparée par la générosité américaine). L'Université supprima cette inscription et l'architecte s'y opposa. Léon Degrelle se joignit bruyamment à ceux qui trouvaient que cette inscription pourrait nuire aux bonnes relations académiques avec l'Allemagne Le procès, largement médiatisé, fut plaidé pour l'Université par Alexandre Braun, Paul Veldekens et Albert Nyssens contre Edouard Huysmans, Jules Destrée et Wauvermans. L'Université gagna le procès. En 2014 deux membres du personnel de la Bibliothèque ont retrouvé et identifié cinq lettres en pierres taillées destinées à cette balustrade
La bibliothèque, dont le fonds de livres avait été reconstitué par des dons venant du monde entier indigné par l'acte de barbarie dont elle avait été victime, a malheureusement brûlé à nouveau le 16 mai 1940 (sixième jour du Westfeldzug, dernier jour de la Bataille de Louvain) vraisemblablement à la suite d'échanges de tirs entre Wehrmacht et Corps expéditionnaire britannique.
Cette bibliothèque fut à nouveau reconstituée après cette date et compte environ quatre millions de livres.
À partir de 1970, les collections furent divisées entre les deux universités, francophone et néerlandophone.
La Bibliothèque universitaire de l'UCLouvain a acquis non seulement des livres modernes mais également de nombreux ouvrages anciens et des incunables précieux.
Elle a également par achat, par échange ou par don, tout comme le Musée Historique de Louvain et les Archives municipales, acquis des documents et des imprimés concernant tant l'Ancienne Université de Louvain que l'Université d'État de Louvain.
Ces documents anciens également ont été répartis entre Leuven (environ 300 chartes) et Louvain-la-Neuve (collection de notes d'étudiants de l'ancienne université, et imprimés divers concernant l'Université d'État de Louvain).
Parmi ces documents rappelant l'Ancienne Université de Louvain, la Bibliothèque de l'Université catholique de Louvain possède ainsi un précieux incunable de 1482 contenant le cours de Henry de Piro, professeur à Louvain de 1428 à 1432, Super Institutis (Sur les Institutes) qu'elle a acquis par échange avec la Bibliothèque nationale Széchényi de Budapest.

### Liste des bibliothécaires de l'université catholique

#### Université catholique de Louvain (1835-1968)
1. Guillaume Arendt[3]1836-1839
2. Monseigneur Jean-Baptiste Malou 1839-1848
3. Émile Nève 1848-1859
4. chanoine Edmond Reusens 1859-1897
5. André Michiels 1897-1898
6. Joseph de Ras 1899-1914, avec comme co-bibliothécaires René Maere (1903-1913), Léon Dieu (1914-1920), Paul Delannoy (1913-1918)
7. Monseigneur Étienne Van Cauwenbergh 1919-1961
8. Monseigneur Édouard Massaux 1961-1965
9. Joseph Ruwet 1965-1970

#### Katholieke Universiteit Leuven
1. Willy Dehennin 1970-1980 (KUL)[3] ;
2. Jan Roegiers 1981-1996 (KUL) ;
3. Raf Dekeyser 1996-2004 (KUL) ;
4. Mel Collier 2005- (KUL)

#### Université catholique de Louvain (depuis 1968)
1. 1970- (UCLouvain)
2. ... (UCLouvain)
3. -2001 (UCLouvain)
4. Charles-Henri Nyns 2001-2022 (UCLouvain)
5. Muriel Baguet 2022- (UCLouvain)